# Keine Zähne im Maul aber La Paloma pfeifen
Keine Zähne im Maul aber La Paloma pfeifen war eine Post-Punk-Band aus Kiel.

## Geschichte
Jochen Gäde und Lars Stuhlmacher wuchsen in Dithmarschen auf und lernten sich dort kennen. Gäde spielte in der Band 1000 Patronen. 1994 zogen Gäde und Stuhlmacher nach Kiel. Gäde driftete in die Schlager-Beat-Szene ab und spielte Schlagzeug bei der Beat-Band Disco Maxim. Außerdem betrieb er das Label Döner Diskothek. Stuhlmacher lernte derweil Steffen Frahm kennen und musizierte mit ihm in der Band Transporter. Nachdem Disco Maxim sich trennten und Gäde das Label aufgab, nahm er mit Stuhlmacher neue Songs auf einem Mehrspurrekorder auf. Als Frahm von dem Projekt erfuhr, schrieb er Gäde einen Brief, dass er gerne Teil dieser Band sei. In einem Dönerladen entschied man sich dann gegen den Namen „Textiles Werken“ und für „Keine Zähne im Maul aber La Paloma pfeifen“. Gäde hatte den Spruch bereits in seiner Kindheit von seinem Vater aufgegriffen, verweist aber im Ox-Fanzine auch auf den Film Nobody ist der Größte, in dem es das Zitat „Kein Zahn im Maul, aber in der Kirche La Paloma pfeifen“ gibt. Im Interview mit dem Musik-Magazin Intro sagte Stuhlmacher zum Namen: „Auch wir sind Teil der Inszenierungsgesellschaft. Der Name bildet für mich Selbstironie ab. Keine Haare am Sack, aber rauchen. So sind wir drei. Aber zumindest haben wir die Kompetenz, unser alltägliches prätentiöses Getue zu reflektieren.“ Im Radio-Eins-Porträt fügte Gäde an, dass er den Namen passend finde, weil dieser neben der Selbstironie („ordentlich auf's Mehl kloppen und von Tuten und Blasen keine Ahnung haben“) auch den norddeutschen Charakter („La Paloma“, das spätestens seit dem Film Große Freiheit Nr. 7 in ganz Deutschland geradezu als Prototyp eines Seemannsliedes bekannt wurde) abbilden würde.
Am 28. September 2017 gaben Keine Zähne im Maul aber La Paloma pfeifen ihre Auflösung bekannt.

## Stil
Die Band selbst bezeichnet ihren Stil grundsätzlich als Punk. Knarf Rellöm beschreibt den Stil als „Northern Punk“. Oli Krahe, dessen Sidekick Gäde ab und an bei den Veranstaltungstipps im Schleswig-Holstein Magazin ist, beschreibt die Musik als „Old Wave Punk“.

## Diskografie
Alben
- 2008: Keine Zähne im Maul aber La Paloma pfeifen (JanML Records, 2015)
- 2012: Postsexuell (Broken Silence)
- 2015: Die Biellmann-Pirouette (Broken Silence)

EPs
- 2009: Angeschossenes Wolf

Kompilationen
- 2010: Ich hab so ein seltsames Lächeln im Gesicht (MD)
- 2014: Portal

Singles
- 2010: Harem/Kunst (Split mit Misses Next Match, Broken Silence)
- 2015: 68 MySpace Freunde können sich nicht irren (Split mit Misses Next Match & Die Bullen, Broken Silence)